# Philip Ursprung

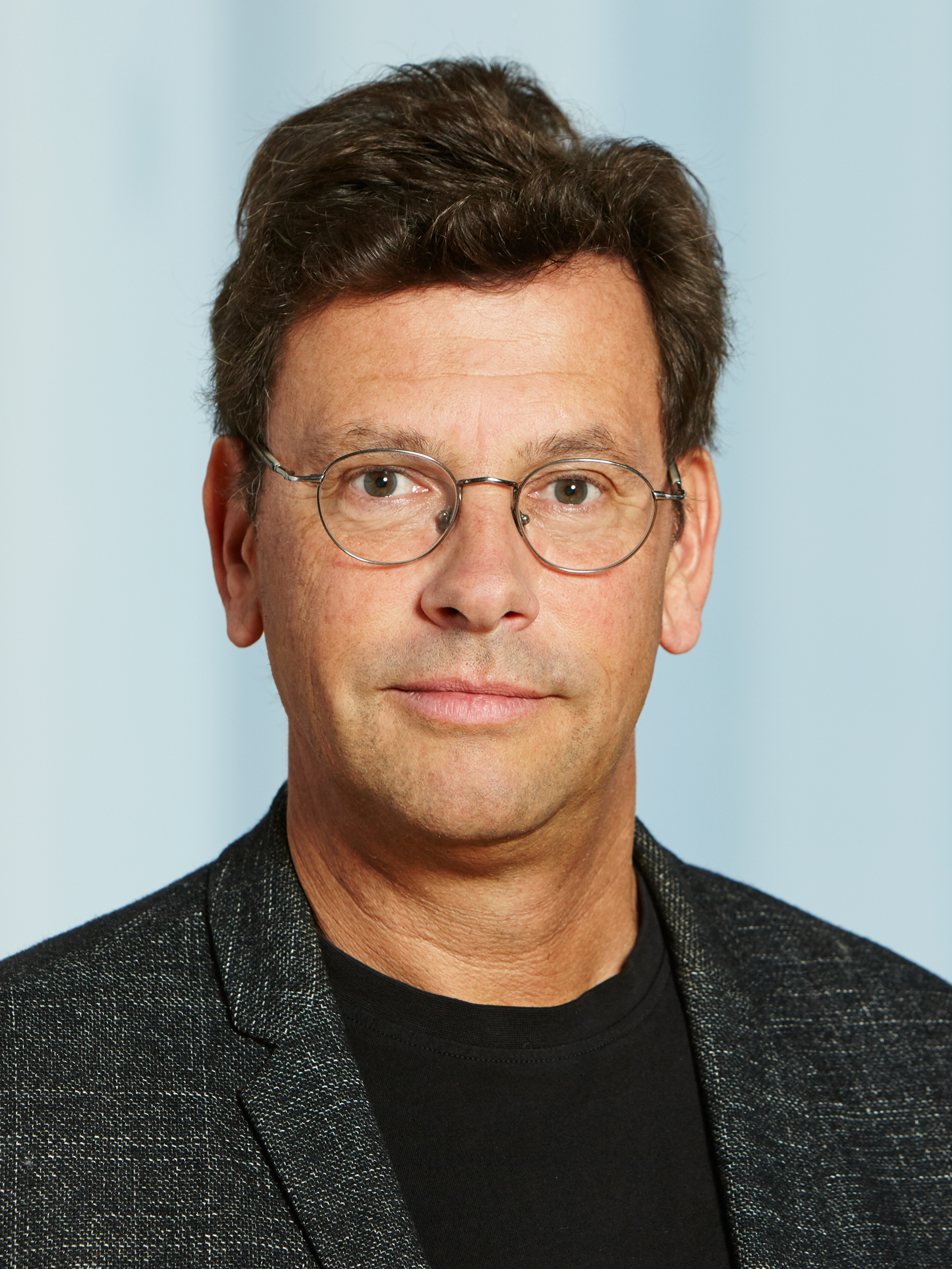
Philip Ursprung (2019)

Philip Ursprung (* 21. Januar 1963 in Baltimore, USA) ist ein Schweizer Kunsthistoriker und Universitätsprofessor.

## Werdegang
Philip Ursprung studierte zwischen 1983 und 1993 Kunstgeschichte und allgemeine Geschichte und Germanistik in Genf, Wien und Berlin. 1993 promovierte er bei Werner Busch an der FU Berlin, 1999 habilitierte er am Departement Architektur der ETH Zürich. Ursprung lehrte als Oberassistent an der Universität Genf (1992–93) und an der ETH Zürich (1993–99), als Gastprofessor an der Ecole supérieure d’art visuel Genf (1997–00), an der Kunsthochschule Berlin-Weißensee (1998) und an der Universität der Künste Berlin (1999–01), als Inhaber der Nationalfonds-Förderungsprofessur für Geschichte der Gegenwartskunst an der ETH Zürich (2001–05), als Professor für moderne und zeitgenössische Kunst an der Universität Zürich (2005–11), als Gastprofessor an der Graduate School for Architecture, Planning, and Preservation der Columbia University New York (2007) und seit 2011 als Professur für Kunst- und Architekturgeschichte am Institut für Geschichte und Theorie der Architektur an der ETH Zürich. Von 1997 bis 2004 war er Mitglied der Eidgenössischen Kunstkommission. Seit 2003 ist Ursprung Mitglied des Stiftungsrats des Schweizerischen Architekturmuseums Basel und Präsident der Fondation Nestlé pour l’Art. 2023 nominierte die Schweizer Kulturstiftung Pro Helvetia das gemeinsam mit Karin Sander eingereichte Projekt „Neighbours“ als Schweizer Beitrag zur Architekturbiennale Venedig.

## Preise
- 2017: Prix Meret Oppenheim[3]

## Kuratierte Ausstellungen (Auswahl)
- 17 Volcanoes: Works by Franz Wilhelm Junghuhn, Armin Linke, and Bas Princen, Canadian Centre for Architecture, Montreal, Princeton University School of Architecture, Princeton, New Jersey und NUS Museum, Singapur, 2016–2018 (mit Alexander Lehnerer)[4]
- Gordon Matta-Clark and Anarchitecture: A Detective Story, Columbia University, New York, 2006 (mit Mark Wigley und Wendy Owens)
- out of the box: price rossi stirling + matta-clark, Canadian Centre for Architecture, Montreal, 2003–2004 (mit Mirko Zardini, Anthony Vidler, Mark Wigley, Marco de Michelis und Hubertus von Amelunxen)[5]
- Herzog & de Meuron: Archaeology of the Mind Exhibition, Canadian Centre for Architecture, Montréal, 2002–2003 (mit Jacques Herzog und Pierre de Meuron)
- Kokurator der Ausstellung „White Fire – Flying Man: Amerikanische Kunst in Basel, 1959–1999“, Museum für Gegenwartskunst, Basel, 1999
- Kokurator der Kunsthalle Palazzo, Liestal, 1990–1996

## Veröffentlichungen
- Joseph Beuys. Kunst Kapital Revolution. Beck, München 2021, ISBN 978-3-406-75633-7.
- Der Wert der Oberfläche. Essays zu Architektur, Kunst und Ökonomie. gta Verlag, Zürich 2017, ISBN 978-3-85676-366-4.
- Die Kunst der Gegenwart 1960 bis heute. Beck, München 2010, ISBN 978-3-406-59111-2.
- Gordon Matta-Clark und die Grenzen der Architektur. In: David Gugerli, Michael Hagner, Philipp Sarasin, Jakob Tanner (Hrsg.): Nicht-Wissen. (= Nach Feierabend. 5). Diaphanes, Berlin/Zürich 2009, ISBN 978-3-03734-089-9.
- Herzog & de Meuron: Naturgeschichte. Lars Müller Publishers, Baden; Canadian Centre for Architecture, Montreal 2005, ISBN 978-3-03778-050-3.
- Images: A Picture Book of Architecture. Koautor, München 2004
- Grenzen der Kunst: Allan Kaprow und das Happening, Robert Smithson und die Land Art. Schreiber, München 2003, ISBN 3-88960-046-8.
- Herzog & de Meuron: Naturgeschichte. Montreal und Baden 2002
- Kritik und Secession: „Das Atelier“: Kunstkritik in Berlin zwischen 1890 und 1897. Schwabe, Basel 1996, ISBN 978-3-7965-0998-8.
- Kunstkritik. Die Sehnsucht nach der Norm. Mit Martina Sitt und unter Mitarbeit von Dieter Ronte. Deutscher Kunstverlag, München 1993, ISBN 3-422-06089-8.